# Dziesław
Dziesław (deutsch: Deichslau) ist ein Dorf in Polen in der Woiwodschaft Niederschlesien. Es gehört zum Kreis Lubiński und dort zu der Stadt- und Landgemeinde Ścinawa.

## Geschichte
Die erste Erwähnung von Dziesław stammt aus dem Jahr 1218 und enthält den lateinischen Namen der Siedlung, Villa Tyslinii. In späteren Dokumenten wird das Dorf als Villa Thesselini (1235), Dyslov (1310), Dysselov (1331), Deuchslawiense (1687) oder Deischlau (von 1736 bis 1945) bezeichnet. Die Besitzer des Dorfes wechselten im Laufe der Jahrhunderte, darunter Adelsfamilien wie von Tschammer, von Braun, von Kottwitz und Hermann von Deisslau, von dem wohl der Name der Siedlung stammt.

## Sehenswürdigkeiten
Unter Denkmalschutz stehen heute  folgende Objekte:
- Die ehemals Evangelische Kirche, heute katholische Filialkirche Mariä Himmelfahrt (kościół filialny pw. Wniebowzięcia Najświętszej Marii Panny) von Ende des 17. Jahrhunderts, 1865 umgebaut.

- Der Kirchenfriedhof aus dem 15.–19. Jahrhundert

- Das Schloss aus dem 18.–19. Jahrhundert. Es wurde auf Initiative des damaligen Besitzers von Dziesław, Hans Albrecht von Langenau und seiner Frau Christine Charlotte, geborene von Mudrach, erbaut. Architekt war vermutlich Martin Frantz. Das Gebäude wurde 1945 zerstört.[1]

- Der Schlosspark mit Teich und Orangerie (heute ebenfalls Ruine)[2]

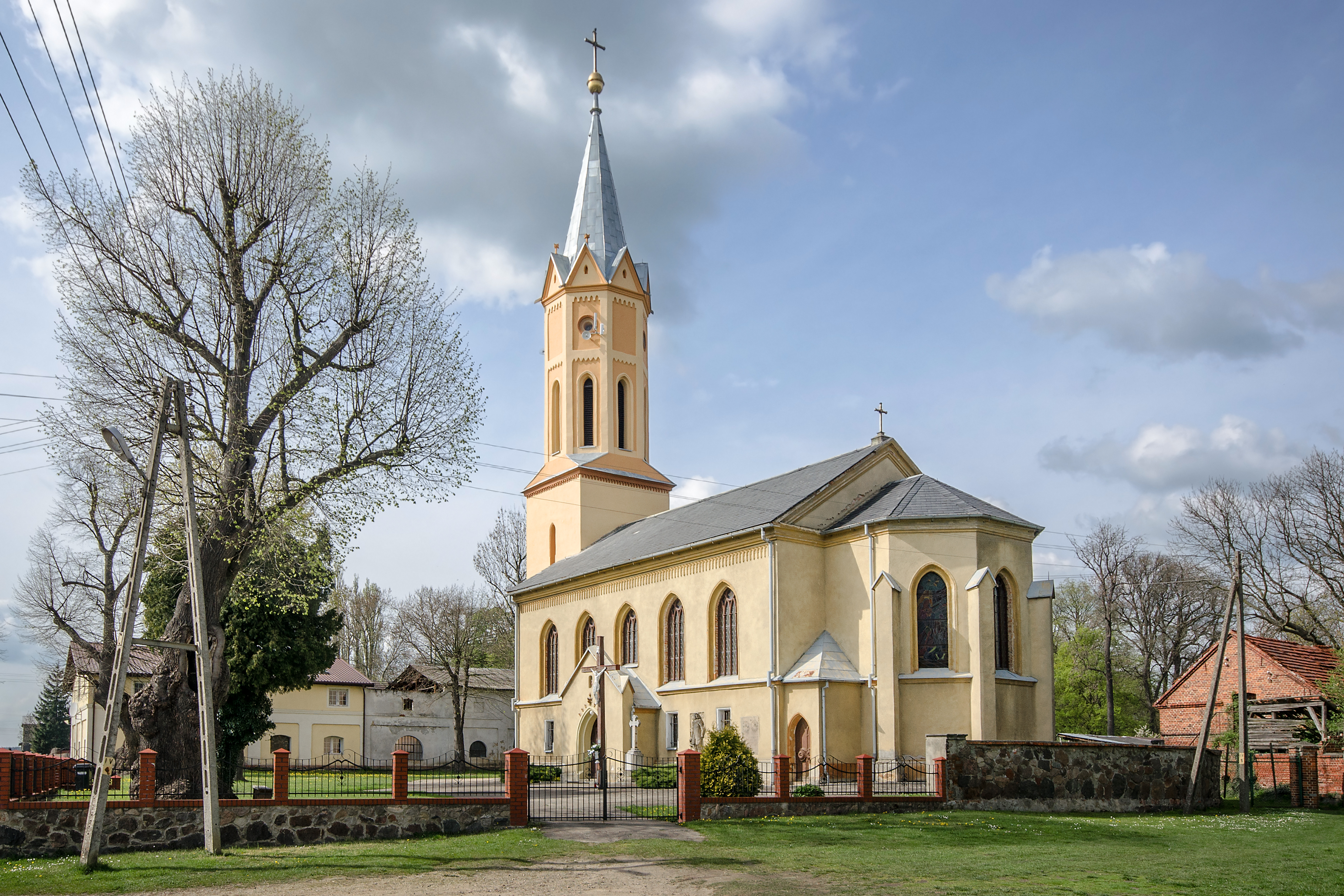
Kirche Mariä Himmelfahrt
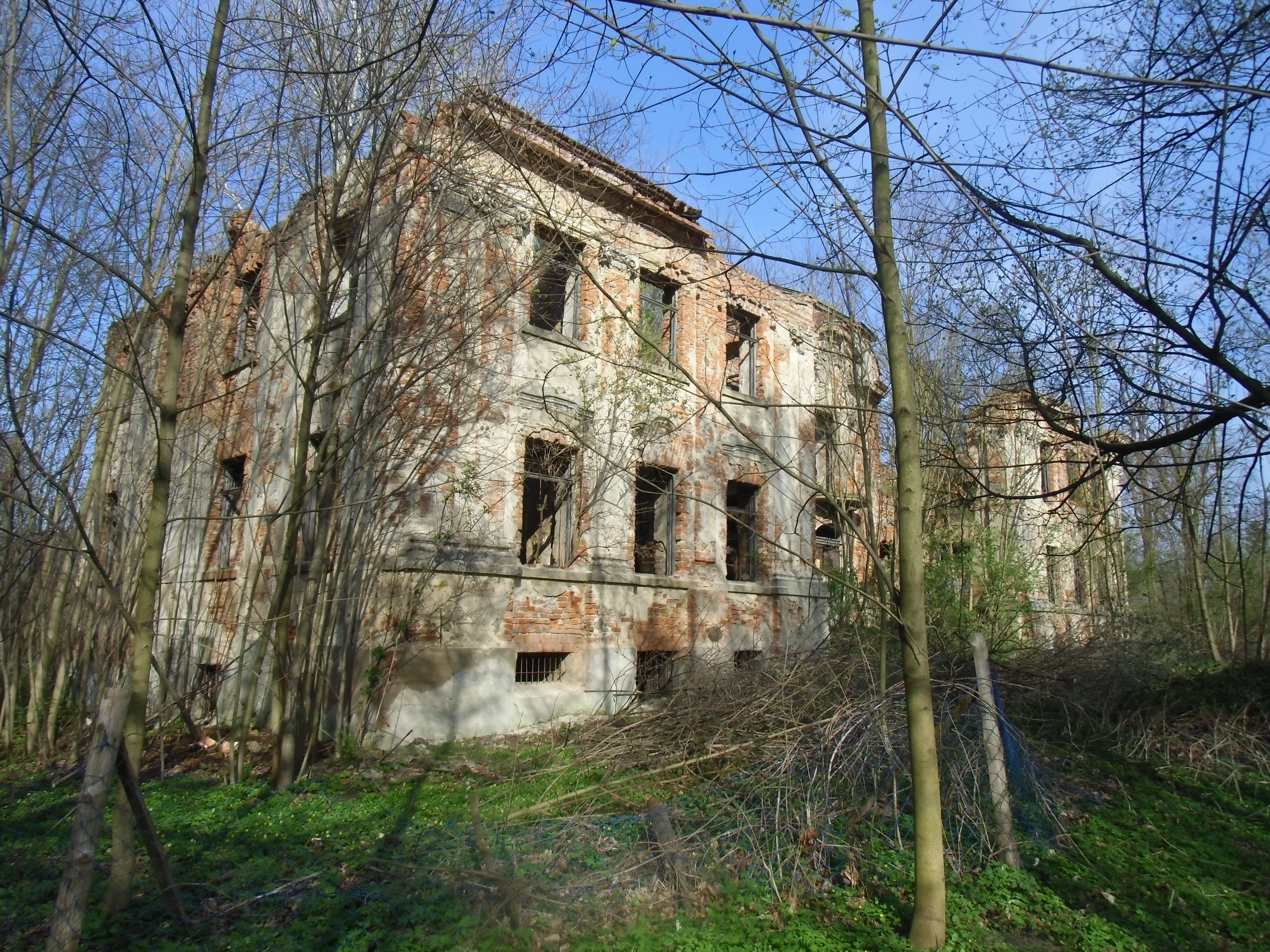
Das zerstörte Schloss
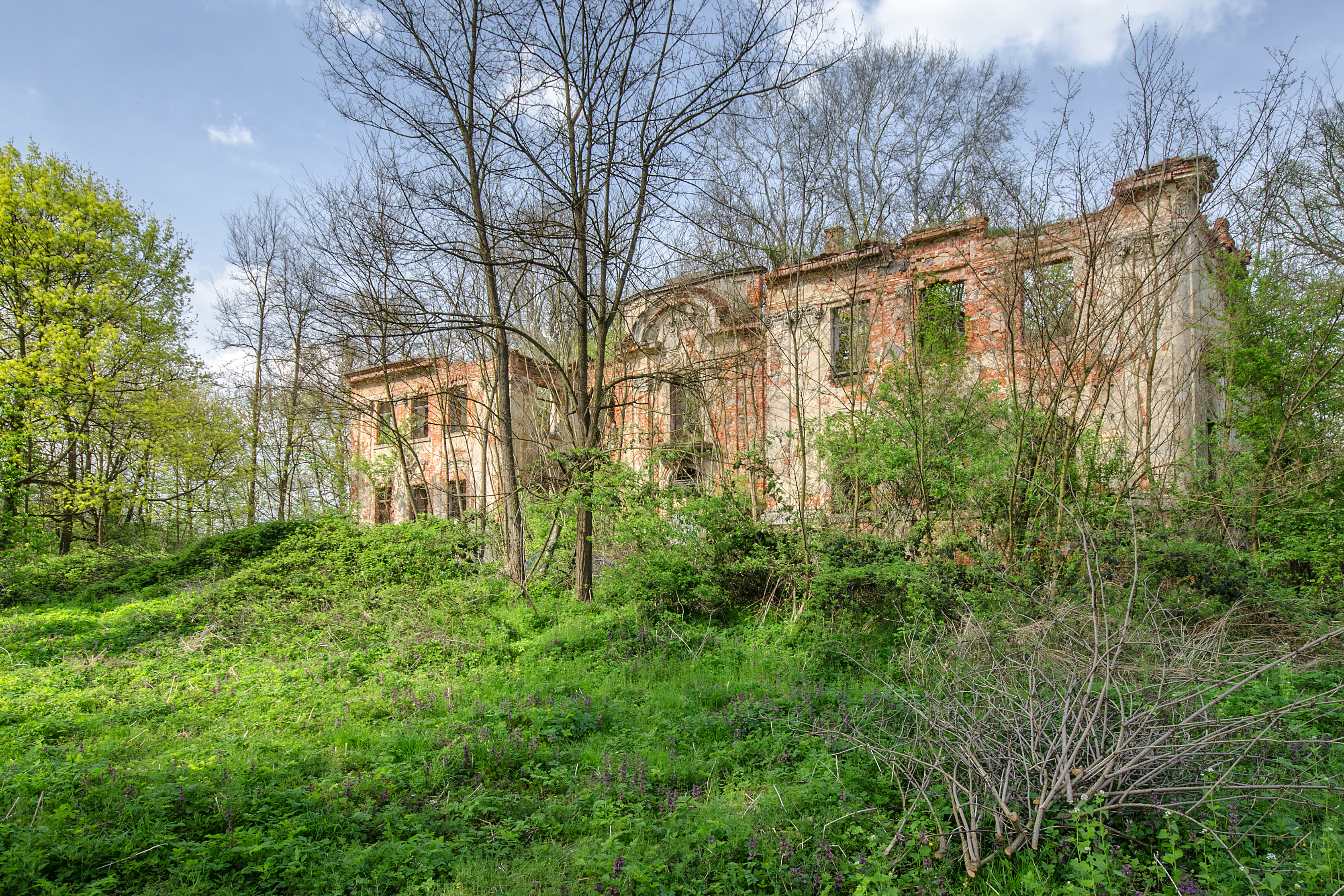
Das zerstörte Schloss
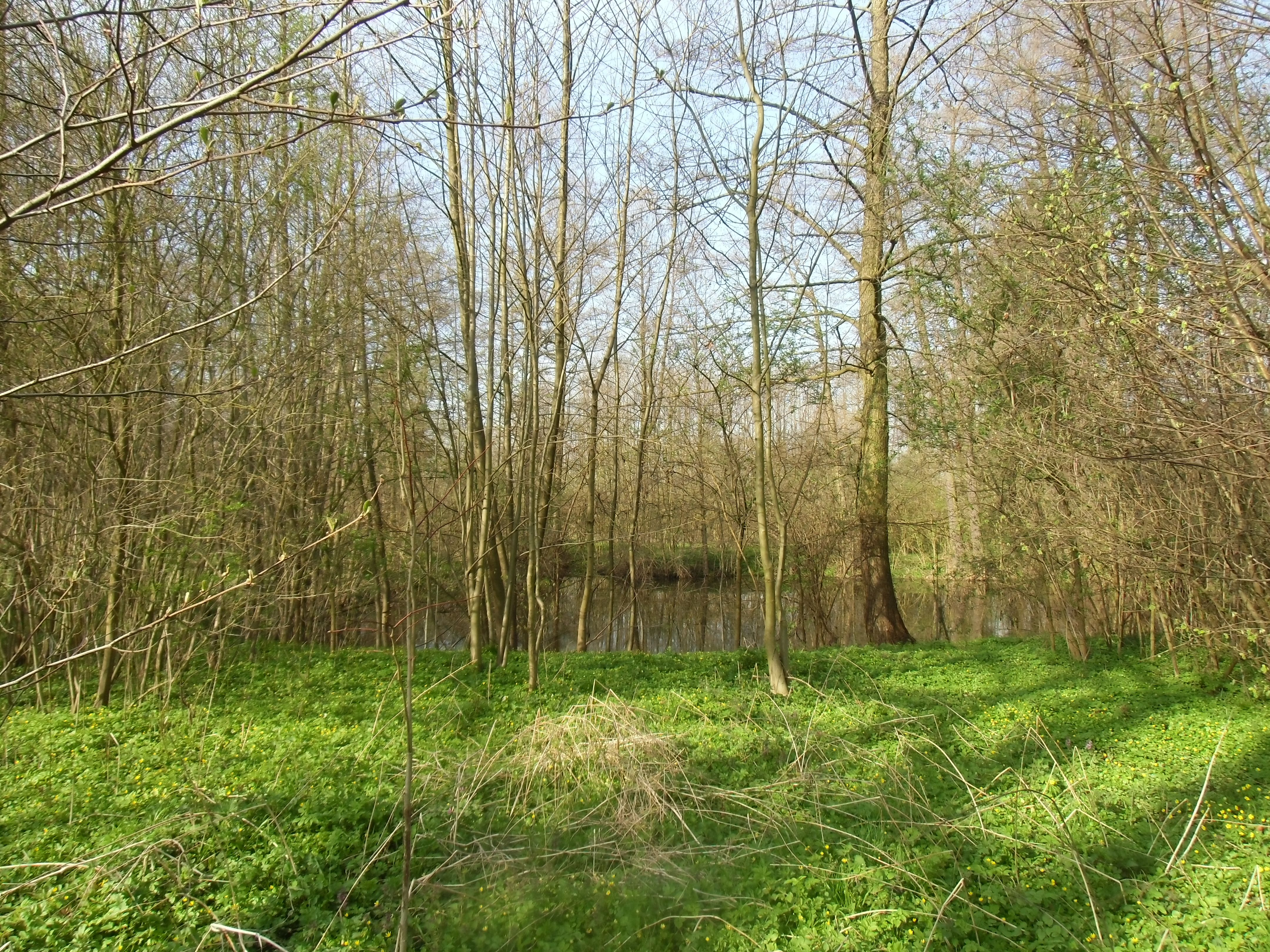
Teich im Park